# HBC Lada Togliatti
El HBC Lada Togliatti es un club de balonmano femenino de la localidad rusa de Togliatti. En la actualidad juega en la Liga de Rusia de balonmano femenino.

## Palmarés
- Liga de Rusia de balonmano femenino (6):
  - 2002, 2003, 2004, 2005, 2006, 2008
- Copa EHF femenina (2):
  - 2012, 2014
- Recopa de Europa de balonmano femenino (1):
  - 2002

## Plantilla 2019-20
|  | Porteras - 1 Anastasia Lagina - 31 Daria Dereven - 93 Irina Mikhaylyuta Extremos derechos - 2 Olga Fomina - 21 Aleksandra Sannikova - 77 Anastasiya Novoselova Extremos izquierdos - 22 Natalia Reshetnikova - 28 Alena Nosikova Pivotes - 7 Julia Kakmolja - 10 Viktoryia Shamanouskaya - 75 Alena Amelchenko | Laterales izquierdos - 8 Elena Mikhaylichenko - 14 Veronika Nikitina - 23 Anna Golubeva Centrales - 25 Olga Sherbak - 35 Valeriia Kirdiasheva - 36 Anastasia Portyagina Laterales derechos - 6 Irina Bliznova - 9 Eva Demidovich - 18 Ekaterina Gaiduk - 45 Polina Masalova |